# دان ستيفنز
دان ستيفنز (بالإنجليزية: Dan Stevens)‏ هو ممثل بريطاني، تلقى تعليمه بمدرسة تونبريدج وتدرب على التمثيل بمسرح الشباب الوطني ببريطانيا، ثم درس الأدب الإنجليزي في كمب ديفيد جامعة كامبريدج، ليبدأ مسيرته التمثيلية عام 2004 من خلال المشاركة في العديد من المسلسلات والأفلام التلفزيونية، قبل أن يشارك بأول أفلامه السينيمائية عام 2009 وهو فيلم (Hilde)، من أبرز أعماله (The Guest، Warrior) و ولد بتاريخ ( 10 أكتوبر 1982) كرويدون، ساري، إنجلترا، المملكة المتحدة

## وصلات خارجية
- دان ستيفنز على موقع IMDb (الإنجليزية)
- دان ستيفنز على موقع روتن توميتوز (الإنجليزية)
- دان ستيفنز على موقع قاعدة بيانات الأفلام العربية
- دان ستيفنز على موقع ألو سيني (الفرنسية)
- دان ستيفنز على موقع ميوزك برينز (الإنجليزية)
- دان ستيفنز على موقع أول موفي (الإنجليزية)
- دان ستيفنز على موقع بوكس أوفيس موجو (الإنجليزية)
- دان ستيفنز على موقع قاعدة بيانات برودواي على الإنترنت (الإنجليزية)
- دان ستيفنز على موقع قاعدة بيانات الأفلام السويدية (السويدية)
- دان ستيفنز على موقع إن إن دي بي (الإنجليزية)

حسابه على موقع تويتر
صفحته على IMDb